# Björn Tell
Björn Vilhelm Tell, född 23 september 1918 i Linköping, Östergötlands län, död 23 juni 2014 i Grödinge församling, Stockholms län
, var en svensk biblioteksman.

## Biografi
Tell växte upp i Stockholm och efter studentexamen på Södra Latin avlade han filosofie licentiatexamen i geografi och senare civilekonomexamen. Sin karriär som bibliotekarie började han som amanuens på Riksdagsbiblioteket 1949–1952. Han fortsatte sedan som förste bibliotekarie vid Handelshögskolans bibliotek 1952–1959.
Tell var därefter bibliotekschef vid AB Atomenergi 1959–1963 och sedan överbibliotekarie vid Tekniska högskolan i Stockholm 1963–1973, då han samtidigt var avdelningschef för dokumentation inom AB Atomenergi 1965–1966. Han gjorde där betydande pionjärinsatser inom datoriseringen av hantering av litteratur och dokumentation.
Tell lämnade Stockholm för befattningen som överbibliotekarie vid Lunds universitet, där han stannade 1973–1983. Han främsta insats där var att starta och bygga upp ett tekniskt-vetenskapligt bibliotek.
Tell hade stort intresse för och stor erfarenhet av internationellt arbete vilket bland annat tog sig uttryck i hans insatser inom internationellt hjälparbete. Han kunde bland annat bidra med sitt kunnande inom datatekniken till att förbättra biblioteksarbetet i utvecklingsländer såsom Nicaragua.
Tell var ordförande i Tekniska Litteratursällskapet (SFIS) under hela 1960-talet och var därefter ansvarig utgivare för föreningens tidskrift, Tidskrift för dokumentation, fram till år 2000. Internationellt är han fortfarande känd som pionjär vad gäller litteratursökning online. 
Under sin yrkesverksamma tid hade han dessutom ett stort antal internationella uppdrag för OECD, ESA, IAEA och Sida. Han var ledamot av svenska Unesco-rådet och agerade som Unescoexpert i länder som Indien, Kina, Malaysia, Indonesien, Nicaragua, Venezuela och dåvarande Jugoslavien.
Björn Tell är gravsatt i minneslunden på Norra kyrkogården i Lund.